# Montù Beccaria
Montù Beccaria är en ort och kommun i provinsen Pavia i regionen Lombardiet i Italien. Kommunen hade 1 638 invånare (2018).